# 廉絜

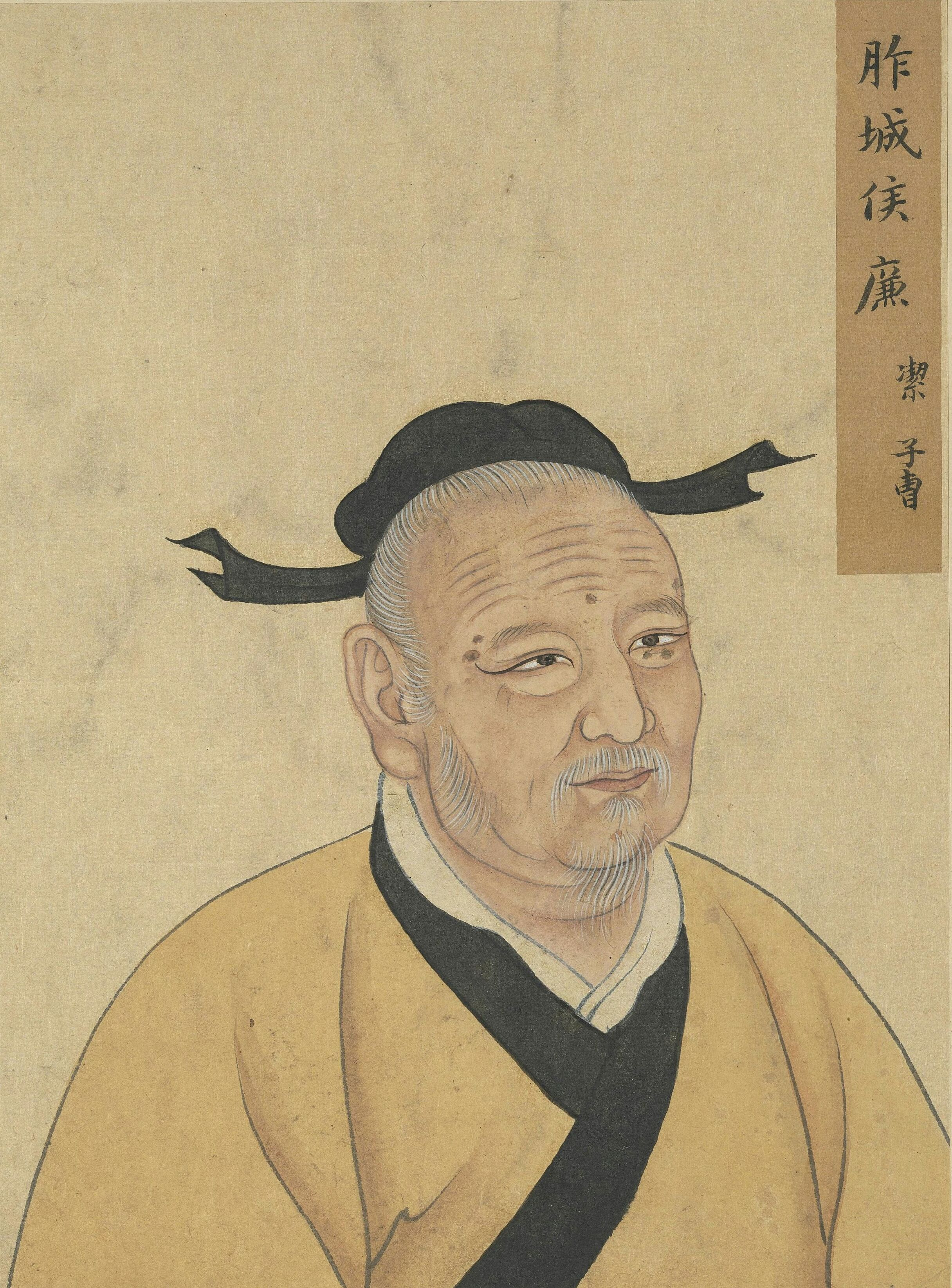
廉潔

廉絜（？—？），字庸，《孔子家语·弟子解》作子曹。春秋时期鲁国人，一说卫国人。孔子弟子。

## 生平
廉絜事迹不详。 

## 歷代追封
- 漢明帝永平十五年（72年）從祀孔廟。
- 唐玄宗開元二十七年（739年）封莒父伯。
- 宋真宗大中祥符二年（1009年）封胙城侯。
- 明世宗嘉靖九年（1530年）封先賢廉子。